# 津奈木インターチェンジ
津奈木インターチェンジ（つなぎインターチェンジ）は、熊本県葦北郡津奈木町千代にある南九州西回り自動車道（芦北出水道路）のインターチェンジである。

## 歴史
- 2015年（平成27年）7月31日 : IC名称が「津奈木IC」で正式決定[1]。
- 2016年（平成28年）2月27日 : 芦北IC - 津奈木IC間開通に伴い供用開始[2]。
- 2019年（平成31年）3月2日 : 津奈木IC - 水俣IC間開通[3]。

## 道路
- E3A 南九州西回り自動車道（芦北出水道路）

## 接続する道路
- 国道3号

## 周辺
- 津奈木町役場
- 津奈木町立津奈木小学校
- 津奈木町立津奈木中学校
- 津奈木町総合運動公園

## 隣
E3A 南九州西回り自動車道（芦北出水道路）
芦北IC - (5)津奈木IC - (6)水俣IC